# Borís Issàtxenko
Borís Issàtxenko   (Biérastse, 26 de desembre de 1958) és un arquer belarús, ja retirat, que va competir sota bandera de la Unió Soviètica durant les dècades de 1970 i 1980.
El 1980 va prendre part en els Jocs Olímpics d'Estiu de Moscou, on va guanyar la medalla de plata en la competició individual del programa de tir amb arc. En el seu palmarès també destaquen quatre medalles en el Campionat d'Europa, dues d'or i dues de plata entre el 1982 i el 1987.
També va exercir d'oficial al Comitè Estatal Soviètic de Cultura Física i Esports (1979–91) i al Ministeri d'Esports de Bielorússia (1991–97). És membre de la Federació de Tir amb Arc de Bielorússia, i entre el 1998 i el 2012 entrenador de la selecció nacional belarussa. Des del 2002 també és membre del Comitè Olímpic de Belarús.